# キューバ料理
キューバ料理（キューバりょうり）の項では、カリブ海に位置する島嶼国家・キューバの食文化を解説する。

## 特徴
キューバの食文化は、先住民シボネイやタイノ族、大航海時代になって到来したスペイン人、そして奴隷として連れて来られたアフリカ人の食文化の影響を受けた、クレオール文化の一例といえる。
今日のキューバの主な食材は、過去にスペイン人やアフリカ人によって持ち込まれたものが多い。先住民の共同体が早くに滅亡し、スペインからの独立が遅れたため、ラテンアメリカ諸国の中ではスペイン料理の影響を最も色濃く残している。独立後からキューバ革命まではアメリカ合衆国の影響下におかれたことからアメリカ料理の影響を受けるようになり、グリーンピースやアスパラガスなど温帯性の野菜や果物の缶詰が輸入され、高級食材として好んで用いられるようになった。一年を通して温暖な気候を利用して熱帯性の野菜や果物が栽培され、米や豆（いんげん豆、レンズ豆、ヒヨコ豆）、ユカ（キャッサバ）、バナナ、オクラ、豚肉、魚介類などを使った料理が中心となっている。

## 代表的な料理

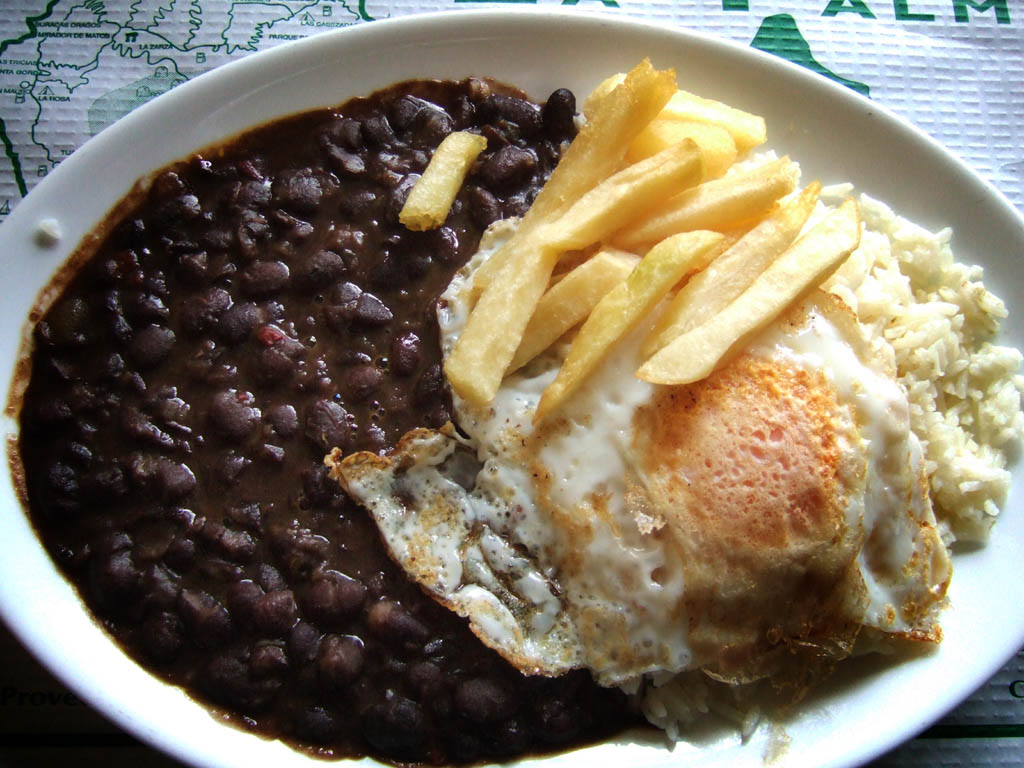
アロス・コン・フリホーレス・ネグロス

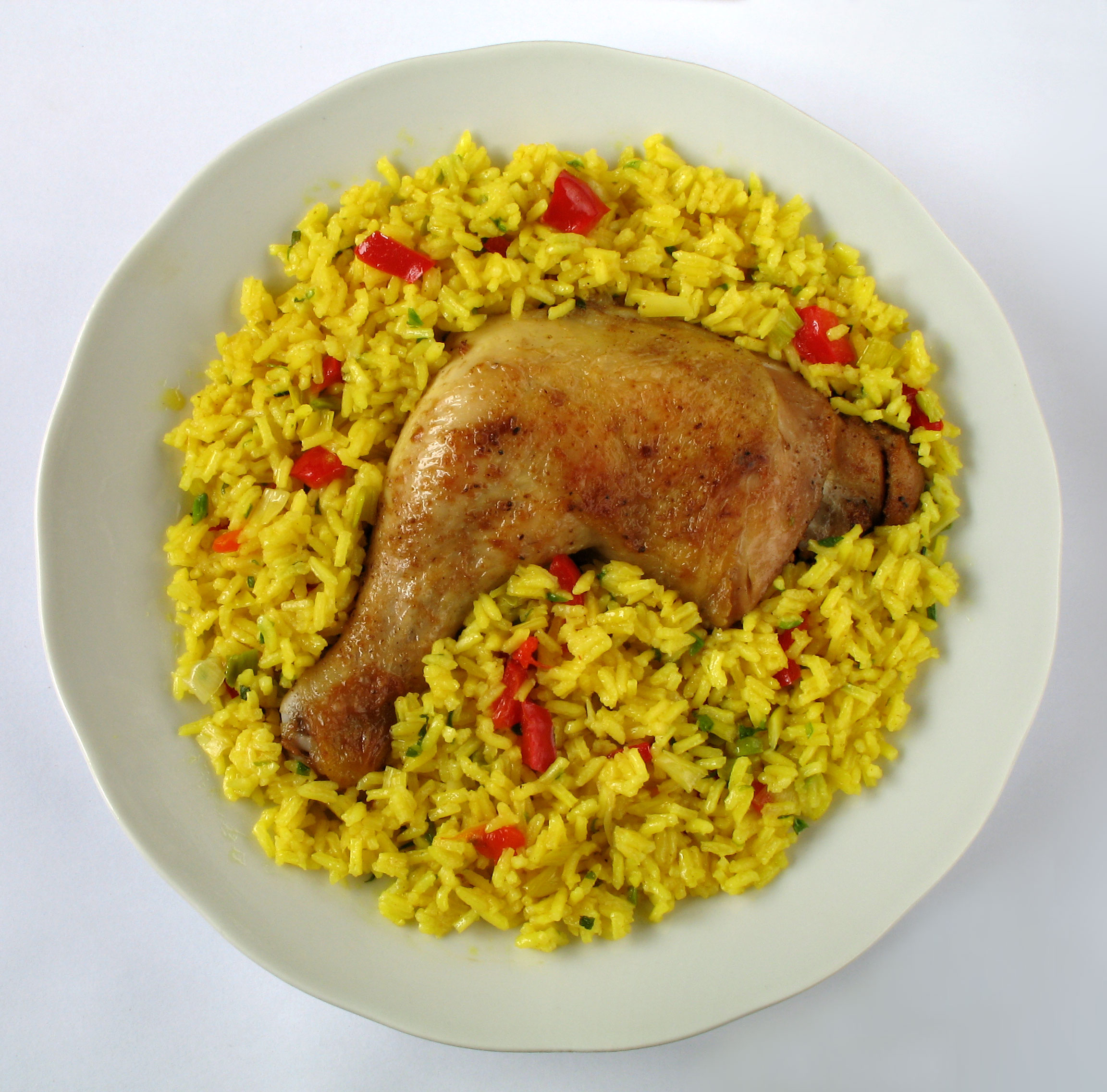
アロス・コン・ポージョ

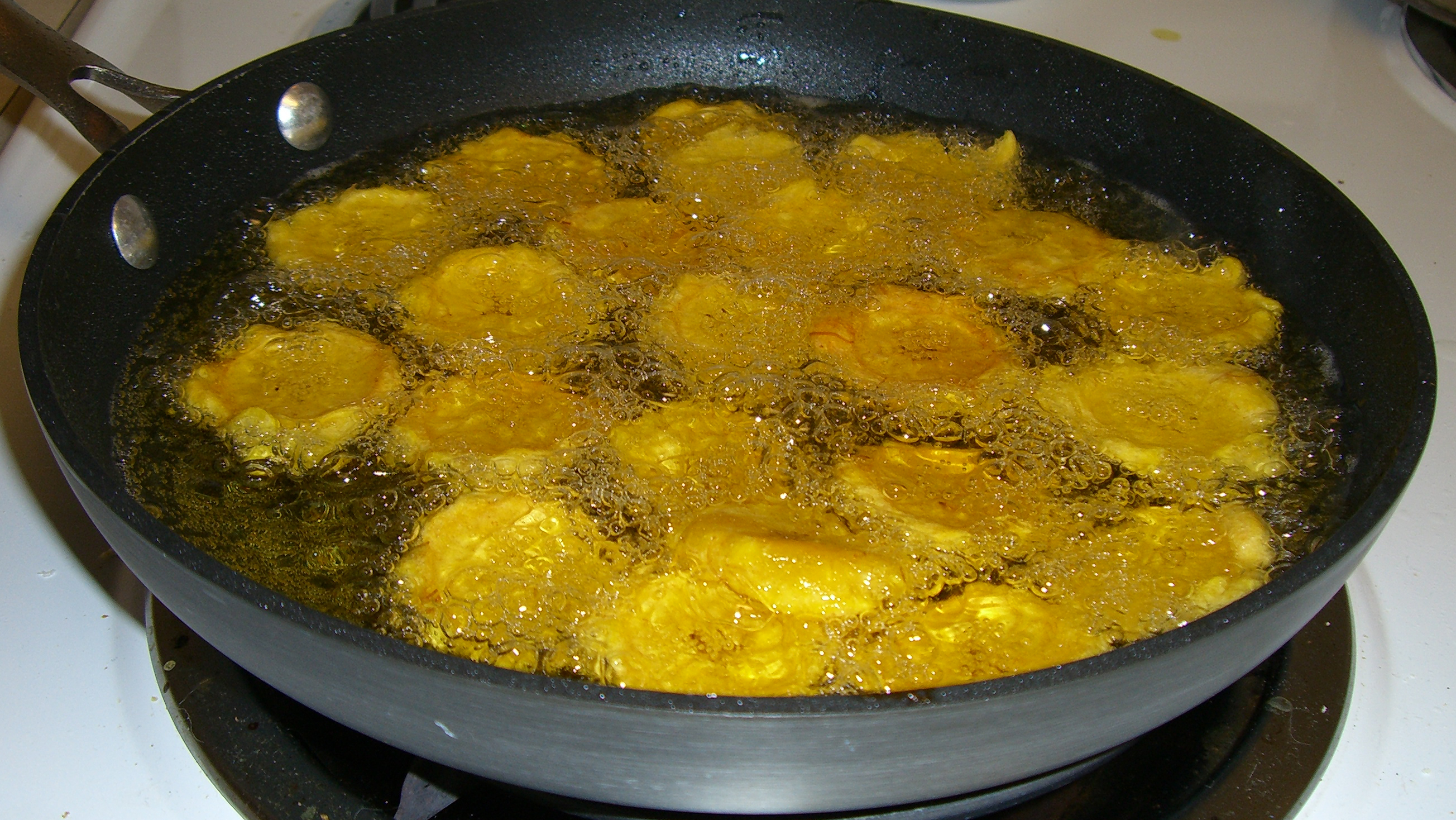
トストーネス

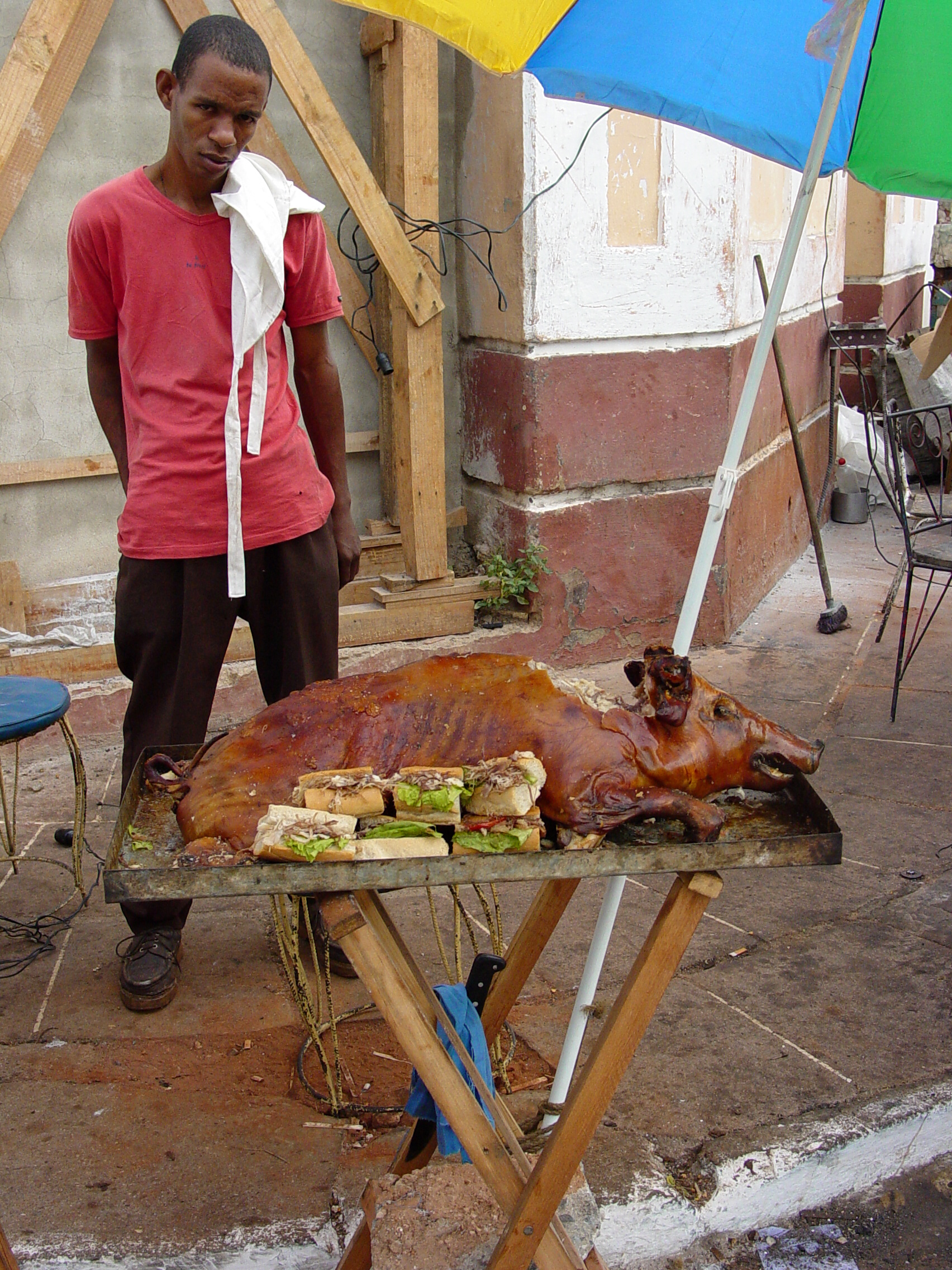
レチョン・アサード

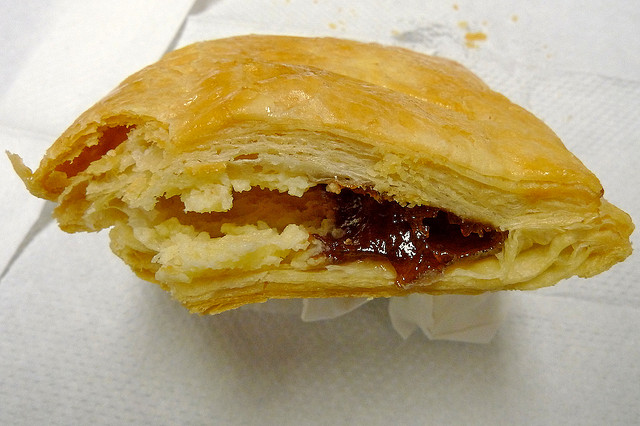
グアバのエンパナーダ

アロス・コン・フリホーレス・ネグロス (arroz con frijoles negros)
典型的なキューバ料理。白飯に黒いんげん豆の煮込みをかけたシンプルな料理。
アロス・ア・ラ・マリネーラ (arroz a la marinera)
新鮮な魚介類をたくさん炊き込んだ海のご飯。キューバでは具入りの米料理には短粒種のバレンシア米を用い、パエジェーラ（パエリア用の浅鍋）で炊く。
アロス・コン・カラマレス (arroz con calamares)
カラマレス・エン・ス・ティンタを利用したイカ墨の炊き込みご飯。
ポタヘ・デ・フリホーレス・ネグロス (potaje de frijoles negros)
汁粉のような見た目の、黒いんげん豆のスープ。
アロス・コン・ポージョ (arroz con pollo)
キューバのチキンライス。米、サフランなどの香辛料、鶏肉、野菜などを炒め炊きしたもの。
コングリ(ス) （congrí(s)）
赤飯のような見た目の豆ご飯。米、赤いんげん豆、豚肉、香辛料などを炒め炊きしたもの。キューバ東部の料理。
モーロス・イ・クリスティアーノス (moros y cristianos)
コングリと似ているが、赤いんげん豆の代わりに黒いんげん豆を用いた豆ご飯。アロス・コン・フリホーレス・ネグロスを指すこともある。
ミガス・デ・ガト (migas de gato)
スペイン起源の、固くなったパンを利用した料理。たっぷりのニンニクをつぶして油でじっくりと炒めてから取り出し、その油で水に浸したパンを炒めたもの。
トストーネス (tostones)
未熟なプランテンの輪切りを押しつぶして素揚げにしたもの。
ワカモレ・クバーノ　(guacamole cubano)
アボカドとパイナップルを角切りにしてオリーブ油とライムのドレッシングで和えたサラダ。
チチャローネス (chicharrones)
豚皮のフライ。おつまみ的食べ物。
レチョン・アサード（lechón asado）
乳飲み子豚の丸焼き。
ポージョ・フリート (pollo frito)
フライドチキン。これとコングリが定番メニュー。
ピカディージョ (picadillo)
牛挽肉とトマトなどの煮込み料理。
エスカベチェ (escabeche)
カジキやオオカマスの魚肉に小麦粉をふって揚げ、マリネにした料理。ジャガイモやさやいんげんのエスカベチェもある。
カラマレス・エン・ス・ティンタ (calamares en su tinta)
イカのイカ墨煮込み。これで米を炊き込むと、アロス・コン・カラマレスができる。
ボカディート (bocadito)
キューバのミニサンドイッチ。中にハムやチーズから豚レバーのビステク（bistec）などを挟んだ、シンプルなものである。米国フロリダ州やラテンアメリカ諸国にはキューバからの出稼ぎ労働者の食べていたサンドイッチに由来するキューバンサンドイッチもあり、そちらはボリュームたっぷりのミックスサンドである。
エンパナーダ (empanada)
スペイン由来の具入りのペイストリー。小型のものはエンパナディータ（empanadita）。ピカディージョ、チョリソ、魚介類、チーズ、グアバのジャムなどを詰める。
クロケータ (croqueta)
固めのクリームソースに細かく刻んだハムや魚肉を混ぜ、パン粉をつけて揚げたクロケット。
フフ (fufu)
プランテンやキャッサバ、パンノキの実を揚げてつぶし、味付けした西アフリカ起源の料理。
マチュキージョ (machuquillo)
プランテンを茹でてニンニクとチチャローネスを加えてつぶし、油で炒めた料理。ドミニカ共和国とプエルトリコのモフォンゴと同じ。別名ミガス・デ・プラタノ（migas de plátano）。
エンサラーダ・ルサ (ensalada rusa)
「ロシアサラダ」。ロシア料理のオリヴィエ・サラダから派生した、缶詰のグリーンピースやゆで卵、ニンジンの入ったポテトサラダ。さやいんげん、オリーブ、テーブルビートが入ったものもある。
カサベ
すりおろしたキャッサバから作られるクラッカー状の食品。
モホ（Mojo）
モホ・クリオージョ（mojo criollo）とも。植物油、ニンニク、ビターオレンジの果汁から成るソース。肉や野菜をマリネするのに用いる。
ピザ (pizza)
街角で簡単に買える。直径15cmほどのピザ生地にピザソース、チーズをのせる。玉ねぎやチョリソのトッピングもある。塩をふって食べる。
トルティージャ （tortilla）
オムレツ風の卵料理。トルティージャ・ア・ラ・エスパニョーラ（tortilla a la española）はスペインのトルティージャと同じ。トルティージャ・ア・ラ・フランセーサ（tortilla a la francesa）はフランス式のオムレツである。

### 菓子
フラン (flan)
カスタードプディング。チョコレートやカボチャのフランもある。
アロス・コン・レーチェ (arroz con leche)
米（ジャポニカ種）を牛乳で煮込み、シナモンで香りをつけたデザート。
プディン・デ・パン（pudín de pan）
ブレッドプディング。
プディン・ディプロマティコ（pudín diplomático）
フルーツカクテルの缶詰を加えたブレッドプディング。
チューロス　(churros)
スペイン起源の揚げ菓子。熱帯気候のキューバでも、スペインと同様チョコラーテ（ホット・チョコレート）に浸して食べる。
エラード (helado)
アイスクリーム。バニラ、イチゴ、チョコレートの他にパイナップル、ココナッツ、オレンジ味などがある。
コルターダ (Cortada)、クレミータ・デ・レーチェ (Cremita de leche)
ドゥルセ・デ・レチェの一種。

### 飲料

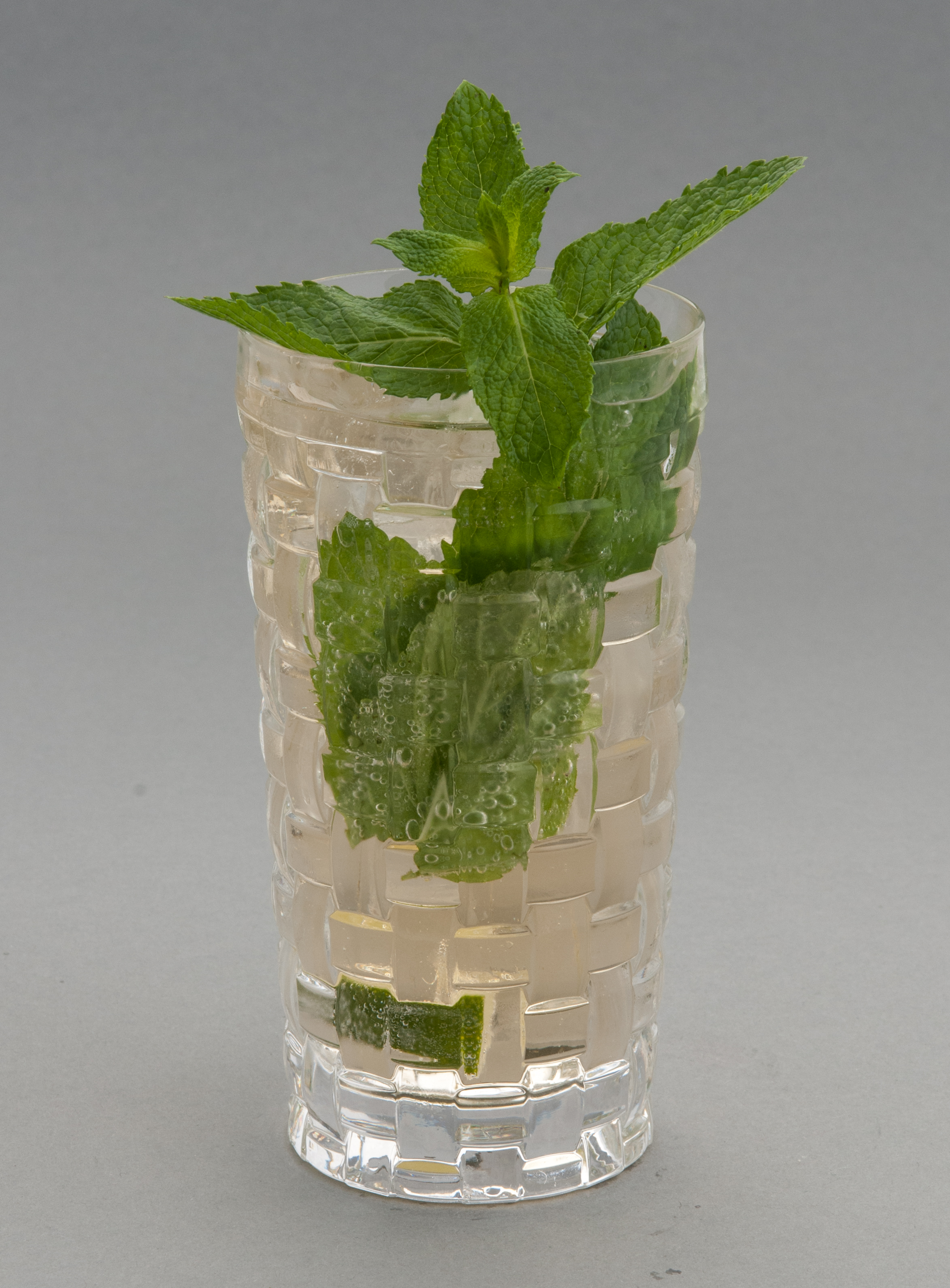
モヒート

クバ・リブレ (Cuba libre)
ラム酒、ライムジュース、コーラのカクテル。
モヒート (mojito)
ラム酒とライムジュースがベースのカクテル。
ダイキリ (daiquirí)
ラム酒とライムジュースがベースのカクテル。
オルチャータ　(horchata)
米や種実類を水に浸けてから挽いて乳液状にし、バニラやシナモンで香りをつけたミルクセーキ風の甘い飲み物。スペイン起源。